# Retelepralia
Retelepralia is een monotypisch geslacht van mosdiertjes uit de familie van de Cheiloporinidae. De wetenschappelijke naam van het geslacht is voor het eerst geldig gepubliceerd in 1998 door Gordon & Arnold.

## Soort
- Retelepralia mosaica (Kirkpatrick, 1888)